# Caligo menoetius
Caligo menoetius är en fjärilsart som beskrevs av Otto Staudinger och George Schatz 1887. Caligo menoetius ingår i släktet Caligo och familjen praktfjärilar. Inga underarter finns listade i Catalogue of Life.